# Solveig August

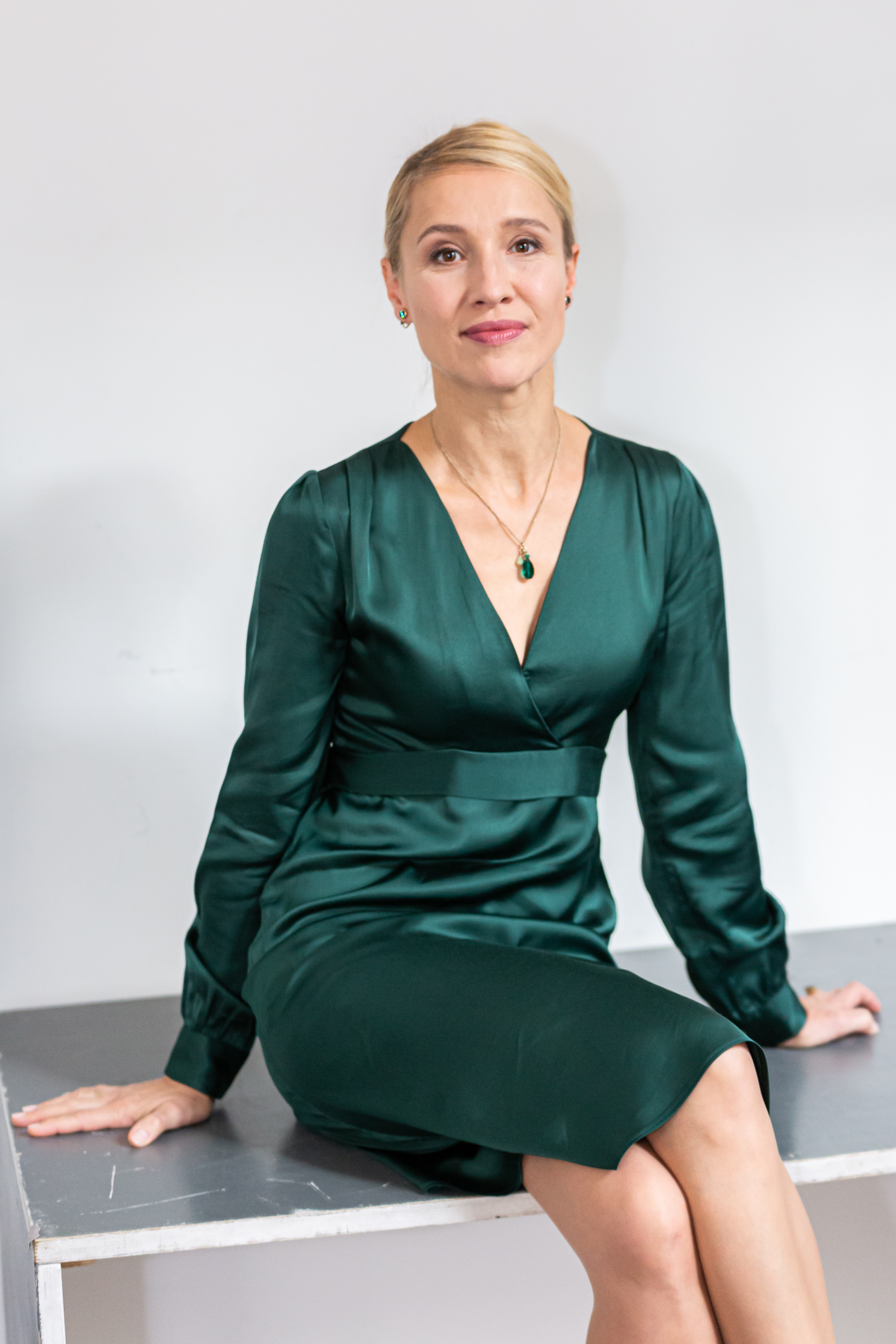
Solveig August (2018)

Solveig August (* 25. Februar 1969 in Annahütte, Kreis Senftenberg) ist eine deutsche Schauspielerin.

## Leben
Solveig August wuchs in Dresden auf. Nach ihrem Schulabschluss absolvierte sie eine Ausbildung zur Wirtschaftskauffrau und studierte danach zunächst Religionspädagogik.
Sie absolvierte ein Schauspielstudium an der Hochschule für Musik und Theater „Felix Mendelssohn Bartholdy“ Leipzig, das sie im Jahr 1995 abschloss. Seitdem wirkte sie in verschiedenen Filmen und Fernsehserien mit, unter anderem in Hinter Gittern – Der Frauenknast oder Alles was zählt. Im Jahr 2019 war sie in der Fernsehserie Rote Rosen in der Rolle der Zahnärztin Margret Merz zu sehen.
Sie lebt in Berlin.

## Filmografie
- 1996: Die Drei – Der Preis der Liebe
- 2000: Tatort – Die kleine Zeugin
- 2003: Stille Wasser
- 2003–2006: Hinter Gittern – Der Frauenknast (Fernsehserie)
- 2004: Casting About
- 2005: TV DIGITAL
- 2007: Unschuld
- 2008: GSG 9 – Ihr Einsatz ist ihr Leben (Fernsehserie, 1 Folge)
- 2014: SOKO Leipzig (Fernsehserie, 1 Folge)
- 2015–2016: Alles was zählt (Fernsehserie)
- 2019: Rote Rosen (Fernsehserie)

## Theaterengagements
- 1993–1995: Sächsisches Staatstheater Dresden
- 1995–1997: Luzerner Theater
- 1997–2002: Badisches Staatstheater Karlsruhe
- 2002–2003: Staatstheater Kassel (Gast)
- 2004: Stadttheater Heilbronn (Gast)
- 2004, 2005: Euro-Studio Landgraf
- 2005: Maxim Gorki Theater, Berlin (Gast)
- 2006: Euro-Studio Landgraf
- 2008: Theater Biel-Solothurn, Schweiz (Gast)
- 2010–2011: Grenzlandtheater Aachen (Gast)
- 2011: Schlosspark Theater, Berlin
- 2015: Stage Theater am Potsdamer Platz, Berlin